# ويس باول
ويس باول (بالإنجليزية: Wes Paul)‏ هو عازف قيثارة ومغني بريطاني، ولد في 28 مارس 1943.